# Cantó de Nanteuil-le-Haudouin
El cantó de Nanteuil-le-Haudouin és un cantó francès del departament de l'Oise, situat al districte de Senlis. Té 19 municipis i el cap és Nanteuil-le-Haudouin.

## Municipis
- Baron
- Boissy-Fresnoy
- Borest
- Chèvreville
- Ermenonville
- Ève
- Fontaine-Chaalis
- Fresnoy-le-Luat
- Lagny-le-Sec
- Montagny-Sainte-Félicité
- Montlognon
- Nanteuil-le-Haudouin
- Ognes
- Péroy-les-Gombries
- Le Plessis-Belleville
- Rosières
- Silly-le-Long
- Versigny
- Ver-sur-Launette

## Història
| Data d'elecció                           | Identitat               | Partit           | Qualitat |
| ---------------------------------------- | ----------------------- | ---------------- | -------- |
| 1945-1951                                | Jacques de Kersaint     | Divers droite    |          |
| 1951-1970                                | Maurice Chevance-Bertin | UNR, després UDR |          |
| 1970-1994                                | Jean-Pierre Hanniet     | CIR, després PS  |          |
| 1994-1998                                | Charles de Kersaint     | RPR              |          |
| 1998-                                    | Jean-Paul Douet         | PS               |          |
| les dades anteriors no són pas conegudes |                         |                  |          |
|                                          |                         |                  |          |

## Demografia
| A partir de 1990: Població sense dobles comptes |